# Román Torán Albero
Román Torán Albero (ur. 8 października 1931 w Gijón, zm. 1 października 2005 w Madrycie) – hiszpański szachista, dziennikarz i działacz szachowy, mistrz międzynarodowy od 1954, sędzia klasy międzynarodowej od 1957 roku.

## Kariera szachowa

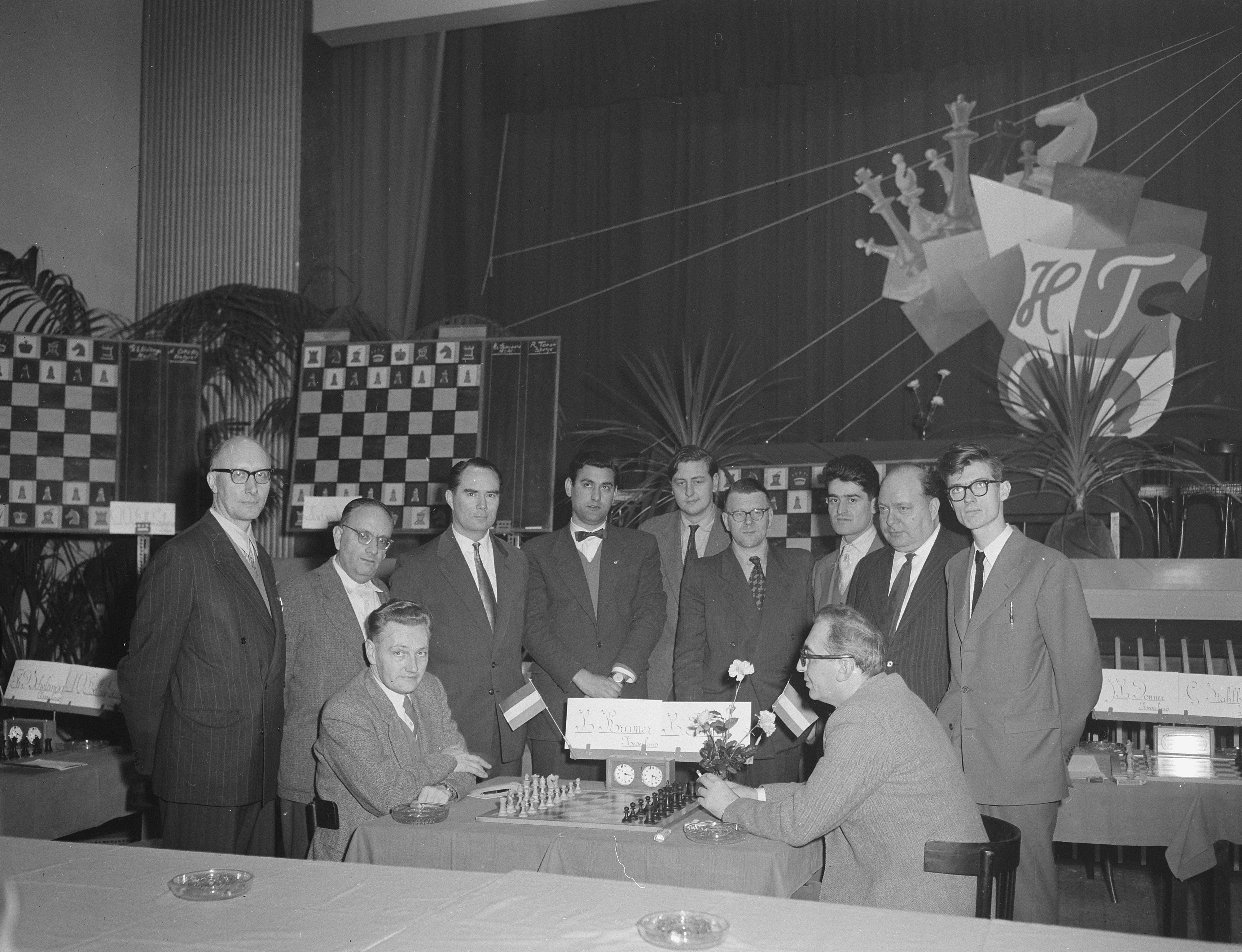
Román Torán Albero (1957)

W pierwszych latach 50. XX wieku należał do ścisłej czołówki hiszpańskich szachistów. W 1951 i 1953 r. zdobył tytuły indywidualnego mistrza kraju, a w 1954 r. w finałowym turnieju zajął II miejsce. Do połowy lat 70. był podstawowym członkiem reprezentacji Hiszpanii, pomiędzy 1958 a 1974 r. sześciokrotnie uczestniczył w szachowych olimpiadach, zdobywając 52 pkt w 86 partiach (60,5%). Oprócz tego, dwukrotnie (1961, 1970) brał udział w turniejach o drużynowe mistrzostwo Europy.
Wielokrotnie startował w turniejach międzynarodowych, sukcesy odnosząc m.in. w: 
- San Rafael (1951, II m. za Erichem Eliskasesem),
- Madrycie (1951, V m. za Lodewijkiem Prinsem, Hermanem Steinerem, Hermanem Pilnikiem i Ossipem Bernsteinem),
- Beverwijk (1953, dz. III m. za Nicolasem Rossolimo i Albericem O’Kellym de Galwayem, wspólnie z Haije Kramerem, Maxem Euwe i Janem Heinem Donnerem),
- Monachium (1954, turniej strefowy, dz. VI m. za Wolfgangiem Unzickerem, Braslavem Rabarem, Janem Heinem Donnerem, Andriją Fudererem, Vasją Pircem, wspólnie z Harrym Golombkiem),
- Montevideo (1954, IV m. za René Letelieriem Martnerem, Ossipem Bernsteinem i Miguelem Najdorfem),
- Gijón (1954, I m.),
- Bevervijk (1956, III-IV m. za Gideonem Ståhlbergiem i Hermanem Pilnikiem),
- Madrycie (1959, dz. III m. za Francisco José Pérezem Pérezem i Arturo Pomarem Salamanką, wspólnie z Ludwigiem Rellstabem),
- Torremolinos (1962, turniej strefowy, IV m. za Bruno Parmą, László Szabó i Francisco José Pérezem Pérezem),
- Máladze (1966, dz. IV-V m.).

W połowie lat 70. zakończył czynną karierę zawodniczą i poświęcił się pracy dziennikarskiej oraz działacza szachowego. W latach 1982–1990 był wiceprezydentem Międzynarodowej Federacji Szachowej dla kontynentu europejskiego, pomiędzy 1988 a 2000 r. pełnił funkcję prezydenta Hiszpańskiej Federacji Szachowej. Wydał kilkadziesiąt książek o tematyce szachowej, był założycielem periodyków Ajedrez Español Ocho por ocho, prowadził szachowe kolumny w dziennikach Arriba y Pueblo i Marca. W 1992 r. otrzymał tytuł honorowego członka Międzynarodowej Federacji Szachowej.
Najwyższy ranking w karierze osiągnął 1 stycznia 1976 r., z wynikiem 2445 punktów zajmował wówczas 3. miejsce (za Jesúsem Díezem del Corralem i Juanem Manuelem Bellónem Lópezem) wśród hiszpańskich szachistów.